# Dekanat City of Aberdeen
Dekanat City of Aberdeen – jeden z 5 dekanatów rzymskokatolickiej diecezji Aberdeen w Szkocji. 
Według stanu na październik 2016 w skład dekanatu wchodziło 10 parafii rzymskokatolickich. 

## Lista parafii
Źródło:
| Lp. | Miejscowość | Parafia                                                                        | Grafika | Kościół                                                   | Adres                                 |
| --- | ----------- | ------------------------------------------------------------------------------ | ------- | --------------------------------------------------------- | ------------------------------------- |
| 1   | Aberdeen    | Parafia św. Kolumby, opata z Hyw                                               |         | Kościół św. Kolumby Opata w Aberdeen                      | Braehead Way AB22 8RR Aberdeen        |
| 2   | Aberdeen    | Parafia św. Piotra Apostoła Proboszcz: Rev. Gabór Czako                        |         | Kościół św. Piotra Apostoła w Aberdeen                    | Justice Street AB11 5HX Aberdeen      |
| 3   | Aberdeen    | Parafia Wniebowzięcia Najświętszej Maryi Panny Proboszcz: Rev. Keith Herrera   |         | Katedra Wniebowzięcia Najświętszej Maryi Panny w Aberdeen | Huntly Street AB10 1SH Aberdeen       |
| 4   | Aberdeen    | Parafia św. Józefa                                                             |         | Kościół św. Józefa w Aberdeen                             | 152 Victoria Street AB21 7BE Aberdeen |
| 5   | Aberdeen    | Parafia Najświętszej Maryi Panny z Aberdeen Proboszcz: Rev. George A. Hutcheon |         | Kościół Najświętszej Maryi Panny z Aberdeen w Aberdeen    | Cairngorm Crescent AB12 5BR Aberdeen  |
| 6   | Aberdeen    | Parafia św. Franciszka z Asyżu Proboszcz: Canon Peter R. Barry                 |         | Kościół św. Franciszka z Asyżu w Aberdeen                 | Deeside Drive AB15 7PR Aberdeen       |
| 7   | Aberdeen    | Parafia Świętej Rodziny                                                        |         | Kościół Świętej Rodziny w Aberdeen                        | Upper Mastrick Way AB16 6LZ Aberdeen  |
| 8   | Aberdeen    | Parafia Najświętszego Serca Jezusowego Proboszcz: Fr Patrick Udoma             |         | Kościół Najświętszego Serca Jezusowego w Aberdeen         | Grampian Road AB11 8DY Aberdeen       |
| 9   | Aberdeen    | Parafia uniwersytecka w Aberdeen Duszpasterz: Fr Raymond Mallett, OFM Conv.    |         | Kościół uniwersytecki w Aberdeen                          | High Street AB24 3EE Aberdeen         |
| 10  | Aberdeen    | Parafia św. Józefa Proboszcz: Rev. Stuart Patrick Chalmers                     |         | Kościół św. Józefa w Aberdeen                             | Tanfield Walk AB24 4AQ Aberdeen       |